# Jacobo de Batrún
Jacobo de Batrún (en francés: Jaques de Boutron; antes de 1244-1277) fue un noble en el Condado de Trípoli.
Era el hijo menor de Bohemundo de Antioquía, señor de Batrún, y su esposa Isabel de Batrún. Su hermano mayor, Guillermo, heredó el Señorío de Batrún en 1244.
Jacobo se casó con Clarencia, la hija de Guillermo de Hazart, señor de Hazart y condestable de Antioquía. Con ella tuvo tres hijos:
- Rodolfo (Rostain) (fallecido después de 1282), señor de Botron desde 1277;
- Alix, quien se casó con Guillermo de Farabel, señor de Le Puy y condestable de Trípoli;
- Guillermo.